# Real Madrid C
Real Madrid C was een voetbalclub uit Spanje. Het was het derde elftal van de Spaanse topclub Real Madrid. Thuisstadion was het Ciudad Deportivo de Valdebebas in Madrid, dat een capaciteit heeft van 6000 plaatsen.

## Geschiedenis
De club werd in 1952 opgericht als Real Madrid Aficionados en speelde in de amateurreeksen. In 1991 werd de club helemaal geïncorporeerd in de structuur van Real Madrid als Real Madrid C.
Real Madrid C is toe aan haar 26e seizoen in het professionele voetbalcircuit waarvan het er 4 doorbracht in de Segunda División B en de overige in de Tercera División. Het werd in totaal 5 keer kampioen van de Tercera División en het deed bijna altijd mee om een plaats in de play-offs in deze divisie. In 2015 werd het derde team opgeheven.

## Bekende spelers
Verscheidene spelers hebben in Real Madrid C gespeeld voordat zij doorstroomden naar Real Madrid B of een ander Spaans professioneel voetbalteam. Voorbeelden zijn Mista en José Antonio García Calvo.

## Erelijst
- Tercera División: 5 
  - 1984/85, 1990/91, 1991/92, 1998/99, 2005/06

- Campeonato de España de Aficionados: 8
  - 1959/60, 1961/62, 1962/63, 1963/64, 1964/65, 1965/66, 1966/67, 1969/70

- Copa de Comunidad: 2
  - 2002/03, 2007/08

- Tercera Federación: 1
  - 2023/24